# Jacques Maritain
Cet article possède un paronyme, voir Jacques Martin.
Jacques Maritain, né le 18 novembre 1882 à Paris et mort le 28 avril 1973 à Toulouse, est un philosophe et théologien catholique français. Il est une figure centrale du thomisme au XXe siècle.

## Biographie

### Jeunesse et conversion
Né à Paris, fils de l'avocat Paul Maritain et de Geneviève Favre, la fille de Jules Favre, il est élevé dans un milieu républicain et anticlérical. Comme sa sœur Jeanne, Jacques est baptisé dans l’Église Réformée. Élève au lycée Henri-IV, il y rencontre notamment Ernest Psichari. Il étudie par la suite la chimie, la biologie et la physique à la Sorbonne où il rencontre Raïssa Oumançoff (orthographié aussi Oumansoff), immigrée juive née à Rostov-sur-le-Don et ayant grandi à Marioupol (Empire russe), qu'il épouse en 1904. Ils n'auront pas d'enfants. Il est l'oncle de la résistante Éveline Garnier.
Le scientisme alors en vogue à la Sorbonne le déçoit assez rapidement ; il ne le considère pas comme étant capable de répondre à des questions existentielles d'ordre vital. Pendant l’année académique 1901-1902, Charles Péguy, confident de la crise intellectuelle et morale que traversent Jacques et Raïssa, les engage tous deux à suivre les cours d'Henri Bergson au Collège de France. Jacques Maritain se marie le 26 novembre 1904. Il passe avec succès en 1905 l'agrégation de philosophie, où il est reçu sixième. Parallèlement à sa déconstruction du scientisme, Bergson leur communique le « sens de l'absolu ». Par la suite, grâce notamment à l'influence de Léon Bloy qui devient leur parrain de baptême, ils se convertissent tous deux au catholicisme en juin 1906.
Ils déménagent à Heidelberg en 1907. Maritain y étudie la biologie sous la conduite d'Hans Driesch. La théorie néo-vitaliste de Driesch l'attire car elle s'apparente aux conceptions de Bergson. Raïssa tombe malade, et durant sa convalescence, leur conseiller spirituel depuis 1908, le frère dominicain Humbert Clérissac, leur fait découvrir l'œuvre de saint Thomas d'Aquin. L'enthousiasme de Raïssa conduit Jacques à s'y intéresser à son tour. Il trouve chez saint Thomas la confirmation de nombre d'idées qu'il avait déjà entrevues. S'appuyant déjà sur le thomisme, Maritain s'éloigne alors de Bergson qu'il critique durement en le considérant comme un « poison » incompatible avec le catholicisme dans son premier ouvrage publié fin 1913, La Philosophie bergsonienne : études critiques. Ces études sont qualifiées de « plutôt partiales et forcément fragmentaires » par Georges Van Riet, ayant été publiées bien avant la parution des Deux Sources de la morale et de la religion.
Du « Docteur Angélique », il passe bientôt au philosophe dont ce dernier avait christianisé la pensée, Aristote. Il se tourne par la suite vers les ouvrages de la néo-scolastique. En 1912, Maritain commence à enseigner au collège Stanislas, puis à l'Institut catholique de Paris. En compagnie de Péguy, il côtoie souvent à cette époque l'officier Ernest Psichari, qui, sous son influence, entrera dans le Tiers ordre dominicain.

### Fréquentation et rupture avec l'Action française
Sa conversion et l'influence de Humbert Clérissac, o.p., l'amenèrent à avoir des contacts avec des milieux proches de l'Action française. Maritain cependant n'a jamais publié une ligne dans le quotidien monarchiste, ni jamais partagé le nationalisme de Maurras, ni a fortiori son antisémitisme, comme l'explique l'ouvrage de Raïssa Maritain Les Grandes Amitiés.
Depuis 1911, les lettres qu'il adresse à Charles Maurras témoignent à la fois de la communauté de combat où il se trouve contre la république anticléricale et de la bonne distance entre les deux hommes.
En 1916-1917, il fit cours au Petit Séminaire de Versailles. En 1917, un groupe d'évêques français chargea Maritain d'écrire une série de manuels destinés à être utilisés dans les universités catholiques et les séminaires. Il vint à bout d'un seul de ces projets (Éléments de Philosophie, 1920). Ce fut alors un des ouvrages de référence dans nombre de séminaires catholiques. En 1933, il devint professeur à l'Institut pontifical d'études médiévales de l'Université de Toronto. Il enseigna également à Columbia, Chicago et Princeton.
En 1920, il participe, avec Henri Massis et Jacques Bainville, à la fondation de la Revue universelle, où il se consacre aux pages philosophiques et poursuit son travail en faveur de la renaissance thomiste. Il en est le directeur associé et espère la conversion au catholicisme des dirigeants agnostiques de l'AF. Il rejette alors violemment la modernité et la démocratie libérale (Antimoderne, 1922), telle qu'elle est alors représentée par la IIIe République. Il regrettera plus tard avoir participé à la Revue universelle, déclarant que « les positions politiques d'une partie de ceux qui se croyaient ses disciples risquaient de créer des malentendus intolérables, et de défigurer la signification d'une pensée qui a toujours été au-dessus des partis ».
En 1924, Maritain adresse ses Réflexions sur l'intelligence au « grand aristotélicien poète » en signant « son admirateur, son ami ».
En 1926, lorsqu'interviennent des mises en garde du Vatican à l'égard de l'Action Française, il s'attache à jouer un rôle de médiateur ; il incite Maurras à faire preuve d'humilité et à se soumettre publiquement : « Dieu aime votre âme et la veut, il emploie pour arriver à ses fins les durs conseils de l’amour,. » Maurras, blessé, lui en veut personnellement. Maritain justifie la position de Rome, notamment en publiant Primauté du spirituel, Pourquoi Rome a parlé (1927) et Clairvoyance de Rome (1929). L’attitude de Maritain est cependant mal reçue des milieux d'Action française. Maritain pointe alors la difficulté : la condamnation pontificale a révélé les dispositions morales de l'Action française. Le « parti de l'ordre » refuse l'autorité spirituelle du pape. Le « retournement » — c'est la thèse de l'Action française — de celui qui avait été aux côtés de Bainville et Massis un pilier de La Revue universelle et un contempteur du « démocratisme », du libéralisme, du modernisme[non neutre], suscita les critiques de Maurras qui lui adressa les paroles réservées aux « traîtres » ; encore en 1951, Maurras dénonça le « médiocre professeur naturaliste » et « jurisconsulte vaseux » et l'on a dit que la lecture de ces lignes provoqua l’incident cardiaque dont Maritain fut victime en 1954.
Pour Maritain, c'est l'Action française qui a été retournée et qui, adepte du désordre, a révélé son vrai visage. Il écrit dans son journal durant la seconde guerre mondiale : « je m'accuserai toujours comme d'une impardonnable légèreté d'avoir fait crédit pendant quelque temps à un mouvement dont les sophismes politiques ont à leur base le mépris de l'Évangile. Aujourd'hui plus que jamais je bénis l'intervention libératrice de l'Église qui, en 1926, a dénoncé les erreurs de l'Action Française [...] j'ai tâché de dégager les traits d'une politique chrétienne authentique et d'établir, à la lumière d'une philosophie de l'histoire et de la culture, la vraie signification de l'inspiration démocratique et la nature du nouvel humanisme que nous attendons. Ainsi du moins ai-je pu depuis bientôt vingt ans combattre sans répit les idées et les hommes dont j'avais vu de près la malfaisance, et qui devaient finalement s'accrocher au pouvoir à la faveur de la défaite de la patrie, et trahir l'âme de la France. »

### Rapprochement avec la démocratie chrétienne
Son influence philosophique et religieuse sur certains jeunes intellectuels proches ou ayant été proches de l'Action française comme ses encouragements aux initiatives d'Emmanuel Mounier et à la création de la revue Esprit vont contribuer, au début des années 1930, à favoriser la naissance du  personnalisme des non-conformistes des années 30. Lui-même va être amené à approfondir parallèlement la réflexion politique et sociale qui s'exprime dans Humanisme Intégral (1936), en le rapprochant des milieux de la démocratie-chrétienne. Il demeurera cependant très critique à l'égard des partis démocrates-chrétiens, préférant la mise en place d'un mouvement démocrate-chrétien qui transcenderait les seuls partis catholiques.
Dans cette œuvre majeure, Maritain entérine les acquis de la Révolution française et du libéralisme, refusant le mélange des sphères temporelle et spirituelle, tout en prônant l'engagement des catholiques dans la vie de la cité, et donc de la politique, non pas par la création de partis confessionnels, catholiques, mais en étant inspiré par la religion dans l'action,.

### Le maritainisme en Amérique latine et la démocratie-chrétienne
L'influence du « maritainisme » dans les milieux catholiques va alors devenir mondiale, se cristallisant en Amérique latine avec la création, en 1947, de l'Organisation démocrate-chrétienne d'Amérique (OCDA). Maritain entretenait une correspondance étroite avec l'Amérique latine (plus de 180 correspondants). Selon l'historien Olivier Compagnon,
« Aujourd’hui encore, au Chili, au Venezuela et dans certains pays d’Amérique centrale notamment, la lecture d'Humanisme intégral reste un passage obligé de la formation du militant démocrate-chrétien sommé d’intégrer les préceptes qui ont conduit les catholiques à définir de nouvelles formes d’implication dans la vie de la cité. »
Sa visite en Argentine, en 1937, déclenche une polémique en Amérique latine (Argentine, Chili, Brésil, Équateur…) ainsi qu'au Canada, où Charles De Koninck s'oppose violemment à lui. En Argentine, où une filiale de Desclée de Brouwer diffuse ses idées, l'abbé Julio Meinvielle mène le combat contre le « libéralisme » de Maritain, avec l'appui du cardinal Caggiano, tandis qu'au Chili, la Phalange nationale (social-chrétienne, malgré son nom) est au contraire fortement influencée par sa pensée, le futur président Eduardo Frei Montalva en étant l'un des défenseurs patentés. Influencée par le national-catholicisme, l'Église argentine menace de fermer la revue maritaine Orden cristiano, dirigée par Alberto Duhau, tandis qu'au Venezuela, c'est le futur président Rafael Caldera qui introduit la pensée de Jacques Maritain.
Parmi les penseurs influencés par le maritainisme, on peut citer la poète chilienne Gabriela Mistral, l'éditrice argentine Victoria Ocampo, Esther de Cáceres en Uruguay ou le fondateur de la démocratie chrétienne brésilienne, Alceu Amoroso Lima.
Maritain influença également les théologiens de la libération, mais ceux-ci finirent par critiquer plusieurs de ses thèses.

### La Seconde Guerre mondiale et l'après-guerre
Bloqué en Amérique du Nord par la déclaration de guerre, il prend position contre le régime de Vichy. Il refuse de se joindre à De Gaulle lorsque ce dernier l’invite à joindre le Comité national en 1942, comme Alexis Léger. De 1945 à 1948, il est ambassadeur de France auprès du Vatican. Il participe à la fondation, en 1950, du Congrès pour la liberté de la culture, après quoi il retourne à Princeton, où il devient professeur émérite en 1956. Aux États-Unis, il rencontre le sociologue américain Saul Alinsky, fondateur du community organizing. Il entretiendra une très longue correspondance avec lui jusque dans les années 1970.
Après le décès de son épouse en 1960, Jacques Maritain, à partir de 1961, vit chez les Petits Frères de Jésus à Toulouse. Depuis la création de l'ordre en 1933, il y exerce une certaine influence, et devient Petit Frère en 1970.
Il acclame les réformes du président chilien Eduardo Frei Montalva (1964-1970), évoquant cette expérience dans sa correspondance avec Gregorio Peces-Barba, et la qualifiant même de « seule tentative authentique de révolution chrétienne. »
Dans son dernier livre, De l'Église du Christ. La personne de l'Église et son personnel (1970), Maritain a ramassé sa pensée ecclésiologique. Récusant l'effort d'une apologétique intégrale de l'histoire de l'Église, il plaide au contraire pour un « Adieu au Moyen Âge » qui puisse garantir en retour la vérité souvent latente de l'Église à toutes les époques.
Cette ecclésiologie fait donc valoir, à côté du modèle moniste du « Corps mystique », le modèle différencié de l'« Épouse du Christ » en vertu duquel s'ouvre l'espace d'un dynamisme eschatologique de l'Église. Occupé d'intégrer et non d'excuser les péchés du « personnel » de l'Église, Maritain propose l'idée d'un transfert du Christ à l'Église de cet office de pénitence dont le « Juste » s'était chargé aux jours de la Pâque : l'« Église Sainte » reçoit de la « sainteté du Seigneur » le devoir solidaire de réparer les fautes de ses membres. Dans cette unité de l'agir ecclésial, Maritain a cru reconnaître la qualité pleine de « Personne » attribuable à l'Épouse.
Il est enterré avec son épouse à Kolbsheim, dans le Bas-Rhin.

### Correspondance et amitié avec Paul VI
Giovanni Batista Montini, le futur pape Paul VI, fut très intéressé par le travail philosophique de Maritain et échangea avec lui au temps de l'ambassade de Maritain auprès du Saint-Siège, au temps de la crise postconciliaire et jusqu'à la fin de sa vie. Giovanni Montini, fervent lecteur de Maritain dès 1925, a traduit en italien et préfacé l’un de ses livres (Trois Réformateurs : Luther, Descartes, Rousseau). Devenu pape, Paul VI est très lié au philosophe français et il aurait même envisagé d’élever « à la pourpre » Maritain, c’est-à-dire de le créer cardinal (ce point a été démenti par plusieurs bons connaisseurs du dossier, dont le cardinal Paul Poupard, lecteur de Maritain et collaborateur de Paul VI, cité par Frédéric Martel).

### Homosexualité réelle ou supposée avec Ernest Psichari
Jacques et Raïssa Maritain ont entretenu des relations épistolaires avec de nombreux écrivains homosexuels des années 1920 jusqu'aux années 1970 (André Gide, François Mauriac, Jean Cocteau, Julien Green, Raymond Radiguet, Maurice Sachs, etc.). Adolescent, Maritain a connu une relation à la fois amicale et « aimante » — peut-être amoureuse — avec Ernest Psichari, son cadet d'un an et son condisciple au lycée Henri-IV. L'homosexualité d'Ernest Psichari est évoquée par Gide dans la NRF au seuil des années 1930 et a fait l'objet de nombreuses confirmations depuis. Certains passages des lettres échangées entre Maritain et Psichari qui attestent d'une relation amoureuse avaient été publiés par Psichari lui-même, puis par sa sœur Henriette, par Jean-Luc Barré dans une biographie littéraire de Maritain, par Frédéric Martel dans son livre Sodoma ainsi que par Frédérique Neau-Dufour dans sa biographie de Psichari. Le journaliste Frédéric Martel (Sodoma) revient minutieusement sur ce débat (voir le chapitre « Le Code Maritain », p. 185–201) et défend la thèse d'un "code homosexuel" de Maritain. À partir de ses lettres à Psichari qui attestent de sentiments amoureux, du pacte de chasteté que Maritain a passé avec sa femme et d'autres indications, notamment le Journal inédit de Julien Green, Martel avance la thèse de la possible homosexualité ou homophilie, active ou sublimée, de Maritain. Cette hypothèse est aujourd'hui défendue par le biographe de Maritain Jean-Luc Barré. Elle s'appuie sur l'homosexualité d'Ernest Psichari. Cette thèse a fait l'objet de démentis  mais le philosophe Yves Floucat, spécialiste reconnu de Maritain, et fondateur du Centre Jacques Maritain (aujourd'hui fermé), a reconnu sa pertinence : « Jacques Maritain avait indéniablement des tendances homophiles »,,. Dans la réédition de son livre Sodoma (en poche), Martel revient longuement sur cette polémique. Les éléments avancés par Martel ont cependant fait l'objet de critiques d'historiens, ces derniers lui reprochant une approche biaisée et des citations ou informations tronquées.
La correspondance entre Maritain et Psichari a été plus amplement éditée dans les Cahiers Jacques Maritain en décembre 2019, et permet désormais à chacun de se faire son avis sur une relation amicale, ou à caractère amoureux, ou conflictuel ou une relation réconciliée entre les deux hommes. Elle compte plus de 200 lettres avec Psichari. La correspondance d'Ernest Psichari est également très abondante avec la sœur et la mère de Jacques (il y a entre 150 et 200 lettres entre la famille Favre-Maritain et la famille Psichari). Ernest considère la mère de Jacques comme « sa chère directrice de conscience » ; leurs liens sont très étroits, le jeune homme indiquant par exemple à quel point « sa divine amie » est sans cesse présente à son esprit : « J’ai […] pensé à vous parce que vous sentez profondément les choses de la nature et que vous les sentez comme je les sens. ». La mère de Jacques est pour Psichari « ce qu’il y a de meilleur dans (sa) vie et ce qu’ (il) aime le plus au monde». Un an plus tard, il lui écrit encore qu’« il est impossible […] de s’aimer d’une façon plus étrange que la [leur] » et lui exprimera sans fard tout l’amour qu’il lui porte : « Vous m’êtes plus chère que la vie et je ne vous suis pas indifférent ».

## Philosophie
La pensée de Jacques Maritain s'est construite d'après Aristote et saint Thomas d'Aquin. Comme Thomas d'Aquin, Maritain est l'artisan et le défenseur d'une philosophie chrétienne fondée sur l'expérience et la raison, indépendante de la foi, mais en accord parfait avec la Révélation. D'une manière générale, Maritain est un métaphysicien qui défend une conception de la philosophie comme science — contre ceux qui prétendraient la déchoir de son rôle éminent — et revendique pour elle le statut de reine des sciences, chargée de corriger les erreurs des autres sciences, secondaires et traitant de la matière.
À partir de ces principes, Maritain chercha au cours de toute son œuvre à rendre actuelle la pensée du thomisme, et à la situer sans la trahir dans le contexte du XXe siècle. Ainsi, Maritain dialogua dans ses ouvrages avec des penseurs modernes comme Descartes ou Kant, ouverture qui lui fut reprochée par Étienne Gilson, dont l'optique thomiste se veut plus conservatrice.
Son œuvre (une cinquantaine d'ouvrages) aborde presque tous les aspects de la philosophie : nature, métaphysique, logique, épistémologie, morale, politique, histoire et art.

### Métaphysique
Il est le promoteur d'un réalisme critique et d'une philosophie de l'être et de l'exister supérieure, d'après lui, aux philosophies de l'Un, du vrai, du bien, de la liberté, de la durée, de l'existence (coupée de l'essence). Le principe fondateur  de cette doctrine de l'être est le principe d'identité qui justifie en droit une « raison d'être » intelligible (causalité, finalité). Du principe d'identité découlent toutes les catégories de l'être (essence/existence ; acte/puissance ; substance ; quantité ; qualité ; relation, etc.), d'où l'on déduit l'être même subsistant (Dieu) qu'Heidegger a confondu à tort selon lui avec un existant suprême.

### Épistémologie
En 1910, Maritain acheva sa première contribution importante à la philosophie contemporaine, un article de 28 pages intitulé « Raison et Science contemporaine », qui parut dans le numéro de juin de la Revue de Philosophie. Il y dénonçait la divinisation de la science, et la confiscation par celle-ci du rôle de la raison et de la philosophie, et le surcroît d'importance qu'acquérait la science sur les lettres. De fait, son épistémologie est défensive. Contre la phénoménologie et les existentialismes, elle distingue différents niveaux d'abstraction (voir Sept leçons sur l'être). Les degrés du savoir analyse les formes de la connaissance scientifique à la lumière de sa théorie thomiste de l'abstraction.

### Éthique
Maritain est un fervent défenseur d'une éthique fondée sur la loi naturelle. Il conçoit les normes éthiques comme enracinées dans la nature humaine. Pour lui, la connaissance de la loi naturelle est première, et ne se constitue pas par le débat philosophique ou par la démonstration, mais plutôt au travers de la connaturalité. La connaissance connaturelle est un type de connaissance obtenu par la confrontation avec la réalité. Ainsi, nous connaissons la loi naturelle en y étant directement confrontés dans le cadre de l'expérience humaine. Maritain défend également l'idée selon laquelle les droits naturels se fondent sur la loi naturelle. Sa morale plénière participe de la théologie par subalternation de la raison aux données de la foi chrétienne, faute de quoi, elle  serait inachevée par manque d'information sur les fins dernières.
De son œuvre, dans laquelle il s'est constamment employé à dénoncer la récupération de certaines valeurs spirituelles par des doctrines, politiques ou autres, la postérité chrétienne a retenu la distinction qu'il opère entre l'action « en tant que chrétien », qui consiste à l'obéissance aux rites et aux dogmes de l'Église, et l'action « en chrétien », qui consiste en la mise en œuvre, individuellement, des idées chrétiennes dans des domaines « temporels », des organisations laïques où l'Église n'a pas à s'immiscer. Cette distinction, déjà formulée en 1935 dans la Lettre sur l’indépendance, a inspiré tout un courant de militants catholiques qui au XXe siècle créèrent ou soutinrent des organisations politiques ou syndicales non confessionnelles.

### Combat contre l'antisémitisme
Fidèle au dreyfusisme de sa jeunesse, Jacques Maritain a longtemps combattu l'antisémitisme. Ainsi, après s'être séparé de Charles Maurras en 1926, il devient l'un des principaux théoriciens et militants du philosémitisme chrétien dans la France des années 1930. Pendant la Seconde Guerre mondiale, Maritain protesta contre la politique du régime de Vichy ; il enseignait à l'époque à l'Institut pontifical d'études médiévales du Canada. Il fit partie des catholiques qui intervinrent pour que fût modifiée l'oraison Oremus et pro perfidis Judaeis[réf. souhaitée].
D'une manière générale, la montée du communisme et du fascisme oriente sa réflexion dans le sens de la défense des droits de la personne humaine et vers un renouveau de la démocratie. Humanisme intégral en est le fruit.

## Œuvres
- La Philosophie bergsonienne, 1914 (rééd. augmentée d'une préface en 1930 et d'un post-scriptum en 1948)
- Éléments de philosophie, I. Introduction générale à la philosophie 1920; II. L'ordre des concepts, (Petite logique), 1923.
- Art et scolastique, 1920
- Théonas ou les entretiens d’un sage et de deux philosophes sur diverses matières inégalement actuelles, Paris, Nouvelle librairie nationale, 1921
- Antimoderne, Paris, Édition de la Revue des Jeunes, 1922
- Réflexions sur l’intelligence et sur sa vie propre, Paris, Nouvelle librairie nationale, 1924.
- De la Vie d'oraison par Jacques et Raïssa Maritain, Paris : Art catholique. Achevé d’imprimer le 18 février 1925
- Trois réformateurs : Luther, Descartes, Rousseau, avec six portraits, Paris [Plon], 1925
- Réponse à Jean Cocteau, 1926
- Une opinion sur Charles Maurras et le devoir des catholiques, Paris [Plon], 1926
- Primauté du spirituel, 1927
- Pourquoi Rome a parlé (coll.), Paris, Spes, 1927
- Quelques pages sur Léon Bloy, Paris 1927
- Clairvoyance de Rome (coll.), Paris, Spes, 1929
- Le docteur angélique, Paris, Paul Hartmann, 1929
- Religion et culture, Paris, Desclée de Brouwer, 1930 (1946)
- Le thomisme et la civilisation, 1932
- Distinguer pour unir ou Les degrés du savoir, Paris 1932
- Le songe de Descartes, Suivi de quelques essais, Paris 1932
- De la philosophie chrétienne, Paris, Desclée de Brouwer, 1933
- Du régime temporel et de la liberté, Paris, DDB, 1933
- Sept leçons sur l'être et les premiers principes de la raison spéculative, Paris 1934
- Frontières de la poésie et autres essais, Paris 1935
- La philosophie de la nature, Essai critique sur ses frontières et son objet, Paris 1935 (1948)
- Lettre sur l’indépendance, Paris, Desclée de Brouwer, 1935.
- Science et sagesse, Paris 1935
- Humanisme intégral. Problèmes temporels et spirituels d'une nouvelle chrétienté; espagnol 1935), Paris (Fernand Aubier), 1936 (1947)
- Les Juifs parmi les nations, Paris, Cerf, 1938
- Questions de conscience : essais et allocutions, Paris, Desclée de Brouwer, 1938
- La personne humaine et la société, Paris 1939
- Le crépuscule de la civilisation, Paris, Éd. Les Nouvelles Lettres, 1939
- Quatre essais sur l'esprit dans sa condition charnelle, Paris 1939 (1956)
- De la justice politique, Notes sur la présente guerre, Paris 1940
- L'Europe et l'idée fédérale, Paris 1940 (réédité en 1993 aux éditions Mame  (ISBN 978-2-72890-570-6))
- (en) Scholasticism and politics, New York 1940
- À travers le désastre, New York 1941 (1946)
- Confession de foi, New York 1941
- (en) Ransoming the time (Redeeming the time), New York 1941
- La pensée de St.Paul, New York 1941 (Paris 1947)
- Les Droits de l'Homme et la Loi naturelle, New York 1942 (Paris 1947)
- (en) Saint Thomas and the problem of evil, Milwaukee 1942
- (en) Essays in Thomism, New York, 1942
- Christianisme et démocratie, New York 1943 (Paris 1945)
- (en) Education at the crossroad, New Haven 1943
- Principes d'une politique humaniste, New York 1944 (Paris 1945)
- De Bergson à Thomas d'Aquin. Essais de Métaphysique et de Morale, New York 1944 (Paris 1947)
- À travers la victoire, Paris 1945
- Messages 1941-1944, New York 1945
- Pour la justice, Articles et discours 1940-1945, New York 1945
- Le sort de l'homme, Neuchâtel 1945
- Court traité de l'existence et de l'existant, Paris 1947
- La personne et le bien commun, Paris 1947
- Raison et raisons, Essais détachés, Paris 1948
- La signification de l'athéisme contemporain, Paris 1949
- (en) Man and state, Chicago 1951
- Neuf leçons sur les notions premières de la philosophie morale, Paris 1951
- Approches de Dieu, Paris 1953.
- L'Homme et l'État (en anglais : Man and State, 1951) Paris, PUF, 1953
- (en) Creative intuition in Art and Poetry, 1953
- (en) On the philosophy of history, ed. J.W. Evans, New York 1957
- (en) Truth and human fellowship, Princeton 1957
- (en) Reflections on America, New York 1958
- Pour une philosophie de l'éducation, Paris 1959
- Le philosophe dans la Cité, Paris 1960
- (en) The responsibility of the artist, New York 1960
- La philosophie morale, Vol. I : Examen historique et critique des grands systèmes, Paris 1960
- (en) Man's approach to God, Latrobe/Pennsylvania 1960
- (en) On the use of philosophy, Princeton 1961
- (en) A preface to metaphysics, New York 1962
- Dieu et la permission du mal, 1963
- Carnet de notes, Paris, DDB, 1965
- L'intuition créatrice dans l'art et dans la poésie, Paris, Desclée de Brouwer, 1966 (en anglais, en 1953)
- Le paysan de la Garonne. Un vieux laïc s’interroge à propos du temps présent, Paris, DDB, 1966
- (en) Challenges and renewals, ed. J.W. Evans/L.R. Ward, Notre Dame/Ind. 1966
- (en) The education of man, The educational philosophy of J.M., ed. D./I. Gallagher, Notre Dame/Ind. 1967
- De la grâce et de l'humanité de Jésus, 1967
- De l'Église du Christ. La personne de l'église et son personnel, Paris 1970
- Approches sans entraves, posthume 1973
- Œuvres complètes de Jacques et Raissa Maritain, 16 Bde., 1982-1999.
- Deux ouvrages ont été réédités en 2007 par les Éditions Ad Solem :
  - Jacques et Raïssa Maritain, Liturgie et contemplation
  - Le Feu nouveau (réédition du Paysan de la Garonne accompagné d'un dossier critique de Michel Fourcade)

### Conservation des manuscrits et lettres de Maritain
Depuis 2013, la plupart de ses manuscrits sont conservés à la Bibliothèque nationale et universitaire (BNU) de Strasbourg (Bas-Rhin ; France) qui a acheté ces documents au Cercle d'études Jacques et Raïssa Maritain de Kolbsheim (Bas-Rhin, France), association fondée par le philosophe lui-même. Le Fonds Jacques et Raïssa Maritain de la BNU rassemble plus de 40 000 lettres et 9000 volumes de monographies ou de revues dont 2000 sont dédicacés par les "grandes amitiés" du couple. Le Maritain Center de l'Université Notre-Dame, fondé en 1957, conserve une partie importante des archives américaines du philosophe. La conservation de ces fonds permet d'encourager l'étude et la recherche au sujet de la pensée de Maritain, mais aussi de développer ses réflexions.
Le Cercle d'études Jacques-et-Raïssa-Maritain a entrepris la publication des Œuvres complètes en 16 volumes de Jacques et Raïssa Maritain aux éditions Saint-Paul :
- Volume 1 (1906-1920), 1986, 1175 p.  (ISBN 2850493554 et 9782850493553), partiellement en ligne
- Volume 2 (1920-1923), 1987, 1329 p.  (ISBN 285049366X et 9782850493669), partiellement en ligne
- Volume 4 (1929-1932), 1983, 1259 p.  (ISBN 2850492752 et 9782850492754), partiellement en ligne
- Volume 5 (1932-1935), 1982, 1153 p.  (ISBN 2850492507 et 9782850492501), partiellement en ligne
- Volume 8 (1944-1946), 1989, 1290 p.  (ISBN 285049366X et 9782850493669), partiellement en ligne
- Volume 9 (1947-1951), 1990, 1297 p.  (ISBN 285049366X et 2827103885), partiellement en ligne
- Volume 10 (1952-1959), 1985, 1234 p.  (ISBN 2850493236 et 9782850493232), partiellement en ligne
- Volume 11, (1960), 1991, 1108 p.  (ISBN 2827105497 et 2850494917), partiellement en ligne
- Volume 12, (1961-1967), 1993, 1212 p.  (ISBN 2850494917 et 9782850494918), partiellement en ligne
- Volume 14 (1921-1944), 1994, 1217 p.  (ISBN 2850495883 et 9782850495885), partiellement en ligne
- Volume 17, bibliographie, Index, 2008,  (ISBN 2827110326 et 9782827110322), partiellement en ligne